# Reluktanzkraft

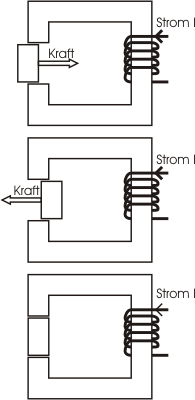
Prinzip: Ein verschiebbares Stück eines Magnetkerns wird von der Reluktanzkraft in die Lücke hinein gezogen

Die Reluktanzkraft {\displaystyle F_{\mathrm {R} }} oder auch Maxwellsche Kraft entsteht aufgrund der Änderung des magnetischen Widerstands, der auch als Reluktanz bezeichnet wird. Die Reluktanzkraft wirkt immer so, dass sich der magnetische Widerstand verringert und die Induktivität steigt und ist der Magnetostatik zuzurechnen.
Entdecker der Reluktanzkraft war 1981 K. Hanns Meyer mit seinem Artikel Reluktanzkraft in einem Lautsprecherantrieb.
Diese Eigenschaft wird bei einigen Typen von elektrischen Maschinen benutzt, zum Beispiel bei geschalteten Reluktanzmaschinen, Transversalflussmaschinen, dem Synchron-Reluktanzmotor oder elektromagnetischen Lagern.
Eine verwandte Kraft ist die Lorentzkraft, welche die Kraftwirkung auf eine bewegte elektrische Ladung in einem äußeren elektromagnetischen Feld beschreibt.

## Beweglicher Kern
Die Reluktanzkraft kann hergeleitet werden aus der Änderung der Energie {\displaystyle W}, die sich bei einer infinitesimalen Verschiebung {\displaystyle dx} des beweglichen Stücks zur Seite ergibt:
{\displaystyle F_{\mathrm {R} }={\frac {\mathrm {d} W}{\mathrm {d} x}}},
{\displaystyle W={\frac {1}{2}}\cdot I^{2}\cdot L}
{\displaystyle \Rightarrow F_{\mathrm {R} }={\frac {1}{2}}\cdot I^{2}\cdot {\frac {\mathrm {d} L(x)}{\mathrm {d} x}}}.
Darin ist
- {\displaystyle I} der elektrische Strom und
- {\displaystyle L} die Induktivität.

Die Induktivität {\displaystyle L} eines magnetischen Kreises mit Luftspalt ist gegeben durch
{\displaystyle L={\frac {N^{2}}{R_{m,{\text{Kern}}}+R_{m,{\text{Luft}}}}}\approx {\frac {N^{2}}{R_{m,{\text{Luft}}}}}=N^{2}\cdot {\frac {\mu _{0}\cdot A}{l_{\text{Luft}}}}}
mit
- der Anzahl {\displaystyle N} der Spulenwindungen
- dem magnetischen Widerstand {\displaystyle R_{m}}, wobei für die Näherung der magnetische Widerstand des Kerns gegenüber demjenigen des Luftspalts vernachlässigt wird
- der magnetischen Feldkonstante {\displaystyle \mu _{0}}
- der Stirnfläche {\displaystyle A} des magnetischen Kreises am Luftspalt, durch welche die Feldlinien des magnetischen Feldes hindurchtreten
- der Summe {\displaystyle l_{\text{Luft}}} der Größe beider Luftspalte.

Die (idealisierte) Fläche, die für den magnetischen Kreis zur Verfügung steht, ergibt sich zu
{\displaystyle A=(x_{0}-|x|)\cdot y_{0}\ =x_{0}\cdot y_{0}-|x|\cdot y_{0}}
{\displaystyle \Rightarrow {\frac {\mathrm {d} A}{\mathrm {d} |x|}}=\left\{{\begin{matrix}-y_{0},\quad {\text{wenn }}|x|>0\\0,\quad {\text{wenn }}x=0\end{matrix}}\right.}
Dabei ist die Richtung der Auslenkung {\displaystyle x} unerheblich, daher die Betragsstriche. Die Größe {\displaystyle y_{0}} bezeichnet die Tiefe.
Einsetzen liefert
{\displaystyle {\frac {\mathrm {d} L}{\mathrm {d} |x|}}=N^{2}\cdot {\frac {\mu _{0}}{l_{\text{Luft}}}}\cdot {\frac {\mathrm {d} A}{\mathrm {d} |x|}}=-N^{2}\cdot \mu _{0}\cdot {\frac {y_{0}}{l_{\text{Luft}}}}}
so dass auf den beweglichen Teil des ausgelenkten Kerns eine Kraft
{\displaystyle \Rightarrow F_{\mathrm {R} }=-{\frac {1}{2}}\cdot (I\cdot N)^{2}\cdot \mu _{0}\cdot {\frac {y_{0}}{l_{\text{Luft}}}}}
wirkt, die ihn zur Mitte hin zieht. Diese ist unabhängig von der Größe der Auslenkung, außer wenn die obige Ableitung {\displaystyle {\frac {\mathrm {d} A}{\mathrm {d} |x|}}=-y_{0}} ihre Gültigkeit verliert. Dies ist der Fall, wenn {\displaystyle |x|} zu groß wird.

## Veränderlicher Luftspalt
Analog zu oben gilt
{\displaystyle F_{\mathrm {R} }={\frac {\mathrm {d} W}{\mathrm {d} l_{\text{Luft}}}}={\frac {1}{2}}\cdot I^{2}\cdot {\frac {\mathrm {d} L(l_{\text{Luft}})}{\mathrm {d} l_{\text{Luft}}}}}.

Zugkraft im Luftspalt

Für die Induktivität gilt auch hier näherungsweise
{\displaystyle L\approx {\frac {N^{2}}{R_{m,{\text{Luft}}}}}=N^{2}\cdot A\cdot \mu _{0}\cdot {\frac {1}{l_{\text{Luft}}}}}.
Mit der Potenzregel erhält man
{\displaystyle {\frac {\mathrm {d} L}{\mathrm {d} l_{\text{Luft}}}}=N^{2}\cdot A\cdot \mu _{0}\cdot {\frac {-1}{{l_{\text{Luft}}}^{2}}}}.
Einsetzen in die Formel für {\displaystyle F_{\mathrm {R} }} liefert das Ergebnis:
{\displaystyle F_{\mathrm {R} }=-{\frac {1}{2}}\cdot I^{2}\cdot N^{2}\cdot A\cdot \mu _{0}\cdot {\frac {1}{{l_{\text{Luft}}}^{2}}}}.
Da bei einer Verkleinerung des Luftspalts die Induktivität steigt, wirkt die Reluktanzkraft in diese Richtung. Die Kraft nimmt mit der Breite des Luftspalts ab. Das Maximum der Reluktanzkraft ist erreicht, wenn der Luftspalt gegen null geht. Allerdings gilt bei sehr kleinem Luftspalt die Näherungsformel für die Induktivität nicht mehr, da dann der magnetische Widerstand des Kerns nicht mehr vernachlässigt werden kann.